# XU (organizzazione)
La XU, sigla che significa X per "unknown" (ignoto) ed U per "undercover agent" (agente sotto copertura), era una rete di raccolta di informazioni norvegese composta da studenti, accademici, professionisti, vigili ed altro personale tecnico distribuita sul territorio .

## Storia
Nel luglio 1940 il gruppo venne in contatto con un altro gruppo specializzato in sabotaggi e guidato da Arvid Storsveen. In un primo momento la sua base era formata da militari ma successivamente i suoi membri vennero reclutati essenzialmente tra gli studenti.
Il suo compito era la raccolta di notizie e foto sugli occupanti, messa in piedi da Lauritz Sand, che aveva lavorato in India per i servizi segreti britannici, inizialmente coadiuvato dal maggiore John Hagle e dal capitano Eivind Hjelle, ed in un primo momento faceva parte della Milorg, ma se ne separò nell'autunno del 1941 quando Lauritz Sand ed altri vennero arrestati dalla Gestapo. La sua esistenza venne tenuta segreta fino al 1980, quando alcuni suoi membri vennero decorati. Tra i suoi capi anche varie donne tra cui Anne-Sofie Østvedt, una studentessa di chimica allora ventiduenne dell'Università di Oslo. Nel 1942 i tedeschi scoprirono l'organizzazione e procedettero ad una serie di arresti, ma senza riuscire a smantellarla, e l'attività proseguì fino al termine del conflitto.
Sempre nel 1942 il SIS britannico inviò due dei suoi agenti a disposizione dell'organizzazione e nel giugno 1943 l'agente Olaf Reed-Olsen venne inviato a stabilire una stazione trasmittente, con nome in codice Acquarius, che attraverso i gruppi di Stavanger, Egersund e Flekkefjord del movimento raccolse informazioni e le trasmise in Gran Bretagna.
L'organizzazione era collegata allo Special Operation Executive britannico, e dipendeva dal dipartimento FO. IV dell'Alto Comando norvegese in Gran Bretagna, poi passato al dipartimento FO. II.

## Alcuni membri notevoli
- Otto Erling Aurstad
- Sverre Bergh
- Eilif Dahl
- William Dall
- Astrid Løken
- Håkon Melberg
- Anne-Sofie Østvedt
- Ivan Rosenquist
- Arvid Storsveen
- Øistein Strømnæs
- Nic Waal
- Otto Øgrim
- Arne Næss
- Lauritz Sand
- Vilhelm Aubert
- Knut Løfsnes
- Brynjulv Sjetne
- Sverre Østhagen